# 尼斯格劳
尼斯格劳（德語：Niesgrau）是德国石勒苏益格－荷尔斯泰因州的一个市镇。总面积9.89平方公里，总人口578人，其中男性288人，女性290人（2011年12月31日），人口密度58人/平方公里。